# Удружење „Друштво за неговање традиционалног певања извика“
 Удружење „Друштво за неговање традиционалног певања извика“ је добровољно, невладино и непрофитно удружење основано 2011. године ради остваривања циљева у областима културе и неговања традиција. Удружење је настало са циљем да се негује и сачува старије двогласно певање извика.

## Певање извика
Певање извика је старије двогласно певање и спада у певачке традиције које се испољавају као хетерофоно бордунски вокални облик. Песме извика изводе два певача истог пола или комбиновано. Текстови песама који су забележени у ужичком крају класификовани су у песме уз женске и мушке послове (жетелачке, косачке, рабаџијске, „прељске“, чобанске...), свадбарске и сватовске, песме о завичају, славске, љубавне. Данас се песме извика изводе у свакодневном животу уз поједине послове као што су кошење, моба, комишање, рабаџијање, чување стоке, кад се пече ракија, на свадбама, славама, рођенданима. Певање извика чувају локалне заједнице српског становништва на подручју Златиборског округа у западној Србији, селима општина Ариље, Бајина Башта, Ивањица, Косјерић, Нова Варош, Пожега, Прибој, Пријепоље, Ужице, Чајетина.

## О удружењу
Удружење Друштво за неговање традиционалног певања извика уз подизања и уважавања традиционалног певања из вика као једне од највећих културних вредности ширег подручја Старог Влаха, у своју мисију ставља и то да од заборава очува двогласно певање и текстове тих песама.
Старије сеоско двогласно певање у западној Србији најчешће је познато као певање “на глас”, “ у глас” или “из вика”. Из то разлога се у имену удружења које негује традицију народног певања употребила једна а не две речи у одређењу вида певања. Употребљена је кованица “извика”, у духу изговора старовлашких сеоских становника а, пре свега, због потребе да се јасно истакне да је Друштво чувар традиције певања на специфични, старовлашки начин, карактеристичан за поменуту територију, а са средиштем у нововарошком и златиборском крају.

## Оснивачка Скупштина Друштва
Оснивачка Скупштина Друштва за неговање традиционалног певања извика одржана је 12. јула 2011. године у Новој Вароши, на којој је усвојен и Статут Друштва и изабрано руководство.

## Циљеви Друштва
Циљеви Друштва су усмерени на традиционално певање извика (изатега, назатег), и то на његово:
- Очување и неговање,
- Промовисање,
- Етно-музиколошко истраживање и
- Заштиту.

## Активности Друштва
У сврху остваривања својих циљева Друштво спроводи следеће активности: евидентирање и укључивање у свој рад постојећих певача, прикупљање податке о територији на којој је очуван овај начин певања, организовање фестивала са такмичењем у певању извика, прикупљање и објављиваље стихова песама које се певају извика, учествовање на фестивалима традиционалне и етно музике у земљи и иностранству, наступи у медијима, оснивање школе певања извика, снимање носача звука, ангажовање музиколошких стручњака на истраживању и заштити певања извика код домаћих и међународних институција.

## Сабор традиционалног певања извика
Друштво за неговање традиционалног певања извика организује Сабор традиционалног певања извика, смотру народног стваралаштва и празник старе старовлашке песме уз покровитељство Министарства културе Србије и Општине Нова Варош..
Централни догађај у организацији Друштва Велики сабор традиционалног певања из вика се одржава од 2011. године крајем јула у оквиру „Златарфеста“. Сабор има такмичарски карактер уз додељивање награда победничким паровима, а под надзором стручних консултаната из области етномузикологије, током приреме и реализације сабора. Тамичарски део сабора се одвија у четири категорије: мушкој, женској, дечјој и мешовитим мушко-женским паровима.